# Gago Coutinho
Carlos Viegas Gago Coutinho född 17 februari 1869 i Lissabon, Portugal, död där 18 februari 1959, var en portugisisk flygpionjär, kartograf, historiker och sjöofficer.
Efter studier sökte han in till den portugisiska marinens krigskola 1891. Samma år skickades han till Timor, Moçambique och Angola som geolog och kartograf. I Moçambique lärde han känna Sacadura Cabral som för marinens räkning var där som kartograf. Coutinho återvände till Portugal 1918 och blev imponerad av de första flygpionjärerna i landet. Han bestämde sig för att själv genomgå flygutbildning och han tilldelades sitt aviatördiplom 1919. I rollen som sjöofficer och kartograf såg han flera brister i flygplanens navigationsutrustning. Han arbetade på en förbättrad konstruktion av sextanten.
1919 flög han tillsammans med Sacadura Cabral över södra Atlanten för att utvärdera den nya sextanten (artificiell horisontsextant). Resan gick från Kap Verdeöarna utanför Afrika till Brasilien. En resa som då tog 11 timmar. 1921 genomförde de en flygning från Lissabon till Madeira, för att slutligen göra den första flygningen från Europas fastland till Sydamerika 1922. Flygningen blev dramatisk med två havererade Fairey amfibieflygplan. Det tredje flygplanet finns bevarat och utställt på Portuguese Maritime Museum i Lissabon.
Hans porträtt har avbildats på en sedel i Portugal.